# Phoebe bicornis
Phoebe bicornis là một loài bọ cánh cứng trong họ Cerambycidae.